# Cerasus prostrata
Cerasus prostrata là loài thực vật có hoa trong họ Hoa hồng. Loài này được (Labill.) Ser. mô tả khoa học đầu tiên.